# Phytoliriomyza scotica
Phytoliriomyza scotica is een vliegensoort uit de familie van de mineervliegen (Agromyzidae). De wetenschappelijke naam van de soort is voor het eerst geldig gepubliceerd in 1962 door Spencer.